# Acerinox
Acerinox est un producteur et distributeur espagnol d'aciers inoxydables laminés à chaud et à froid.

## Historique
L'entreprise est créée en 1970 en tant que coentreprise entre la banque espagnole Banesto et deux sociétés japonaises Nisshin Steel et Nissho Iwai.
En juin 2021, Nippon Steel vend sa participation de 7,9% du capital.

## Implantations
Les usines du groupe sont en Espagne (Ponferrada - province de Léon, Los Barrios près de Cadix et Igualada près de Barcelone, en Afrique du sud et aux États-Unis (Kentucky). Les aciéries du groupe sont réputées pour être parmi les plus performantes au niveau mondial[réf. souhaitée]. En mai 1998 une fuite radioactive de césium-137 depuis l'usine de Los Barillos est observée.